# San Isidro Yucumay
San Isidro Yucumay är en ort i Mexiko.   Den ligger i kommunen San Juan Mixtepec -Dto. 08 - och delstaten Oaxaca, i den sydöstra delen av landet, 270 km sydost om huvudstaden Mexico City. San Isidro Yucumay ligger 2 493 meter över havet och antalet invånare är 102.
Terrängen runt San Isidro Yucumay är huvudsakligen kuperad, men norrut är den bergig. Runt San Isidro Yucumay är det ganska glesbefolkat, med 48 invånare per kvadratkilometer. Närmaste större samhälle är Santiago Juxtlahuaca, 11,2 km väster om San Isidro Yucumay. I omgivningarna runt San Isidro Yucumay växer huvudsakligen savannskog.